# Castellane
Castellane è un comune francese di 1 607 abitanti situato nel dipartimento delle Alpi dell'Alta Provenza della regione della Provenza-Alpi-Costa Azzurra, sede di sottoprefettura.

## Società

### Evoluzione demografica
Abitanti censiti